# Het Koninkrijk der Nederlanden in de Tweede Wereldoorlog

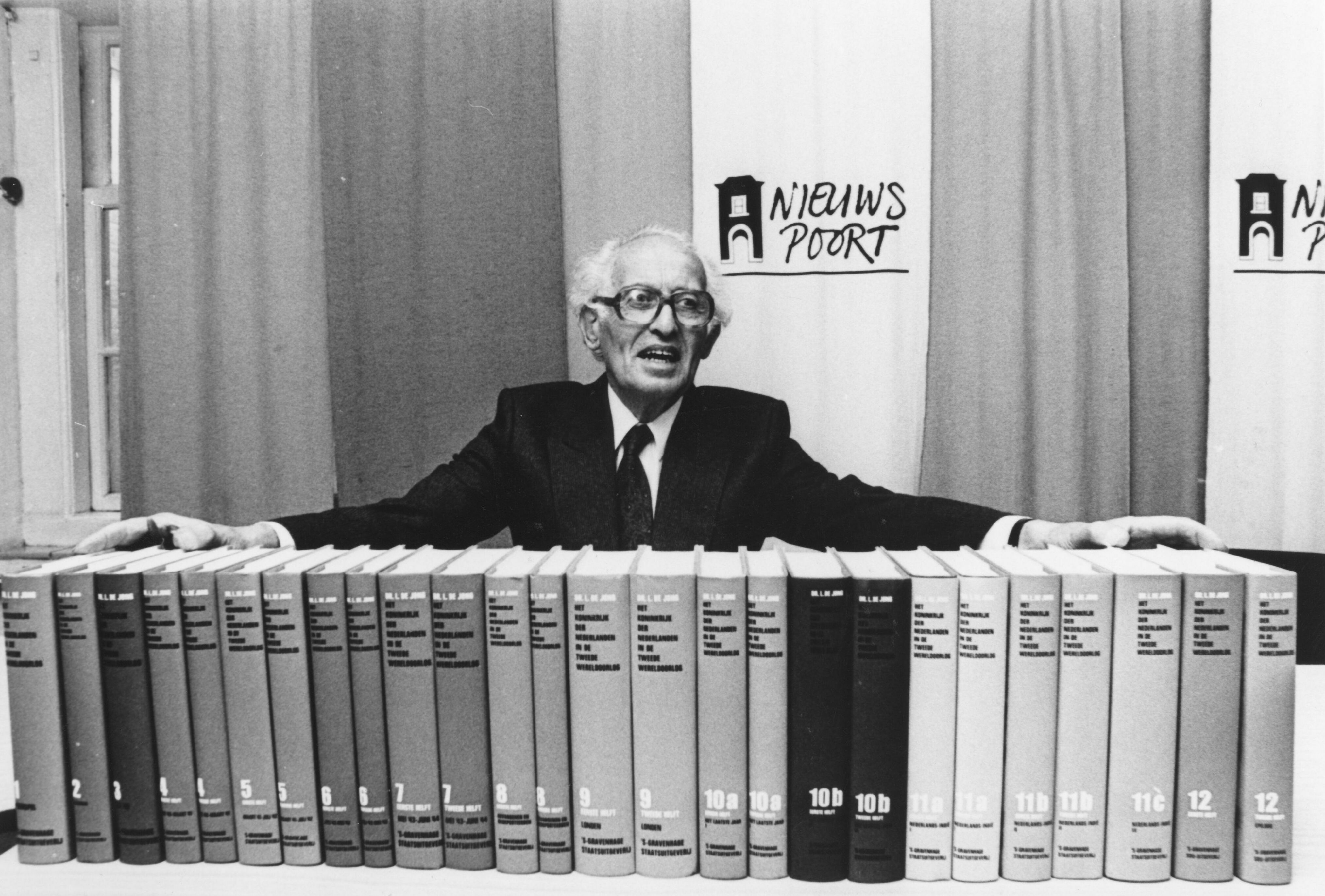
Loe de Jong mit den Bänden 1–12 von Het Koninkrijk der Nederlanden in de Tweede Wereldoorlog

Het Koninkrijk der Nederlanden in de Tweede Wereldoorlog (deutsch: „Das Königreich der Niederlande im Zweiten Weltkrieg“) ist das monumentale Standardwerk über die Niederlande und Niederländisch-Indien im Zweiten Weltkrieg. Es umfasst 29 Teilbände; diese erschienen von 1969 bis 1991. 
Hauptautor war der Historiker Loe de Jong, der im Krieg Mitarbeiter des Radio Oranje und nach dem Krieg Direktor des Niederländischen Instituts für Kriegsdokumentation war. Das Werk wird allgemein gelobt für seine detaillierte und lesbare Darstellung, steht aber auch in der Kritik wegen mangelhafter Quellennachweise.
Seit dem 11. Dezember 2011 kann man das Werk – etwa 18.000 Seiten – im Internet herunterladen. 

## Umfang und Bearbeitungszeit
Das vierzehnteilige Werk befasst sich in den ersten zwölf Teilen ausführlich mit den Geschehnissen in den Niederlanden und in der von Japan besetzten Kolonie Niederländisch-Indien. Der 13. Teil behandelt in seinen beiden Teilbänden eine werkbezogene Darstellung De Jongs, gefolgt von Corrigenda. Teil 14 zitiert aus Reaktionen auf das Gesamtwerk, wobei nicht De Jong die Redaktion übernahm, sondern seine Historikerkollegen Jan Bank, Cees Fasseur, Adrianus Franciscus Manning, Ernst Heinrich Kossmann, A.H. Paape und Ivo Schöffer.
1955 hatte De Jong vom Unterrichtsminister den Auftrag erhalten, ein wissenschaftlich fundiertes Werk über den Krieg in den Niederlanden zu schreiben. Die Arbeit wurde auf 15 Jahre angesetzt. Nach langer Vorbereitungszeit kam 1969 der erste Teil heraus. De Jong vermutete da, die Arbeit würde mindestens 25 Jahre dauern. Der letzte von De Jong verfasste Teil (13) kam 1988 heraus und der Schluss mit den Reaktionen 1991. Im Nachhinein meinte De Jong, dass der Mut ihn verlassen hätte, wenn er die Breite des Werkes vorausgeahnt hätte.

## Übersicht
Gemäß der anfänglichen Planung hätte das Werk aus sechs oder sieben Teilen bestanden. Schnell kam heraus, dass De Jong immer mehr schrieb, so dass ein Band per Teil nicht mehr ausreichte, und ferner wurden weitere Teile geplant. Ab Teil 4 erschienen die Teile in jeweils zwei Teilbänden, „Hälften“ genannt. Es kamen zwei Teile 10 heraus, aus je zwei Hälften bestehend, und sogar drei des Teils 11.
Teil 1 und 2 behandeln die Vorgeschichte bis zum deutschen Angriff im Mai 1940, Teil 3 bis 7 die Zeit von 1940 bis Mitte 1944, Teil 8 Gefangene und Deportierte, Teil 9 „London“ (vor allem die Exilregierung dort), Teil 10 das letzte Kriegsjahr. Die drei Teilbände des 11. Teils handeln von Niederländisch-Indien, einschließlich des sich anschließenden Kolonialkrieges. Teil 12 ist ein Epilog,  Teil 13 umfasst Beilagen und Register, er erschien am 21. November 1988.
Im Teil 14, anfangs „Kritik“ genannt, geht es um die Reaktionen auf das Gesamtwerk. De Jong hatte seine Manuskripte einer Begleitkommission vorgelegt und danach manchmal Veränderungen vorgenommen; die entsprechenden Diskussionen sind wiedergegeben bzw. zusammengefasst. Ferner geben die beiden Bände des 14. Teiles Zeitungs- und Zeitschriftenbeiträge wie Rezensionen wieder.

## Kritik
Das vielbändige, staatlich geförderte Werk steht in vielen Haushalten und Bibliotheken, es ist aber nicht ohne Kritik aufgenommen worden. So warf man De Jong vor, er habe sich an einigen Stellen zu unnuanciert geäußert und daher ein unvollständiges Bild der damaligen Situation gezeichnet. Die Größe des Widerstandes sei zu positiv dargestellt und im Gegenzug die Kollaboration (Mitarbeit mit den Besatzern) unterbelichtet.
Öffentliche Aufmerksamkeit erhielt vor allem die Beschreibung der Nederlandse Unie von 1940/41. Diese Organisation, der sich rund ein Zehntel der Bevölkerung angeschlossen hatte, rief einerseits zur Zusammenarbeit mit dem Besatzer auf, galt aber andererseits als „antideutsch“, weil eine Mitgliedschaft in der Unie als Absage an die niederländischen Nationalsozialisten interpretiert werden konnte. De Jong warf der Unie unter anderem vor, dass sie Juden von der aktiven Mitgliedschaft ausschließen wollte.
Es kam auch zu Kritik von Niederländern aus der ehemaligen Kolonie Niederländisch-Indien, vor allem von Veteranen der Kolonialarmee. Sie wollten bestimmte Taten der niederländischen Streitkräfte im Indonesien-Krieg höchstens als „Exzesse“ (einer ansonsten anständigen Kriegführung) bezeichnet sehen, während De Jong von Kriegsverbrechen geschrieben hatte.
Der Historiker H. W. van Asten kritisierte im NRC Handelsblad die Entscheidung, das Werk in einer wissenschaftlichen und einer populären Ausgabe erscheinen zu lassen. Befremdlicherweise habe der „populäre“ Leser jetzt einen Registerband mit praktischem Gesamtregister, während der wissenschaftliche sich durch die Einzelregister der Einzelbände mühen müsse. Es sei leider nicht angegeben, dass Teil 13 nicht indiziert wurde. H.W. van Asten beklagte 1988 die Qualität der Register.
Ernst Heinrich Kossmann wies 1985 auf die unterschiedliche Geschichtsbetrachtung seit Ende des Kriegs hin. De Jong, „über dessen Werk man nur in Superlativen sprechen kann“, habe sein Konzept in der Nachkriegszeit aufgestellt, als man dachte: Das Land hat eine schwere Prüfung durchstanden, in der viele versagt haben, doch einige Mutige haben dennoch die Ehre des Landes gerettet. Als die Serie 1969 zu erscheinen begann, habe sich das gesellschaftliche Klima jedoch verändert (zum Beispiel durch die Studentenproteste). Die neue Generation sei mit Kriegserinnerungen der Eltern und Großeltern aufgewachsen und habe gelernt, dass „Widerstand“ die richtige Haltung im Leben sei. Das hätten sich die meisten Eltern im Krieg aber nicht getraut. Die radikalen Studenten wollten das nachholen, darauf hinweisend, dass es Faschismus immer noch gäbe und bekämpft werden müsse. So habe die Betonung nicht mehr auf Diskontinuität, sondern auf Kontinuität gelegen. In diesem Zusammenhang sei es dann zu verstehen, so Kossmann weiter, dass 1981 Peter Klein in Het Parool Loe de Jong einen altväterlich-moralistischen Ton vorwarf. Klein fand den Krieg als Thema eher unwichtig, da er die alte Gesellschaft nicht besonders verändert habe.
Beim Erscheinen des 13. Bandes 1988 schrieb Jan de Roos im Haarlems Dagblad von einer „9-bis-5-[Uhr]-Haltung“, mit der De Jong 32 Jahre am Projekt gearbeitet habe. Den Vorwürfen, er gebe Quellen und Literatur nicht gründlich genug an, habe er mit dem einfachen aber schwachen Argument entgegnet, er habe dazu nicht die Zeit. Die Nachprüfbarkeit seines Werkes bleibe ein Schwachpunkt, so De Roos. Er bedauere auch, dass De Jong so wenig über die Ideen erzählt habe, die seiner Arbeit zu Grunde gelegen haben. Er gehe auch nicht auf die Debatten ein, die beim Erscheinen der Teile eingesetzt haben.